# Чанко (Дагестан)
Чанко́ (анд. Чохъур) — село в Ботлихском районе Дагестана. Центр сельского поселения Сельсовет «Чанковский».

## Географическое положение
Расположено в 6 км к северу от села Ботлих, на левом берегу реки Чанковская.

## Население
| 1869 | 1888 | 1895 | 1926 | 1939 | 1970 | 1989 |
| ---- | ---- | ---- | ---- | ---- | ---- | ---- |
| 198  | ↗265 | ↗351 | ↘116 | ↗165 | ↗275 | ↘150 |
| 2002 | 2010 | 2021 |      |      |      |      |
| ↗622 | ↘488 | ↗671 |      |      |      |      |

## Известные уроженцы
- Ибрагимгаджиев, Анвар Иманалиевич (род. 1991) — российский футболист.